# 2K11 Krug

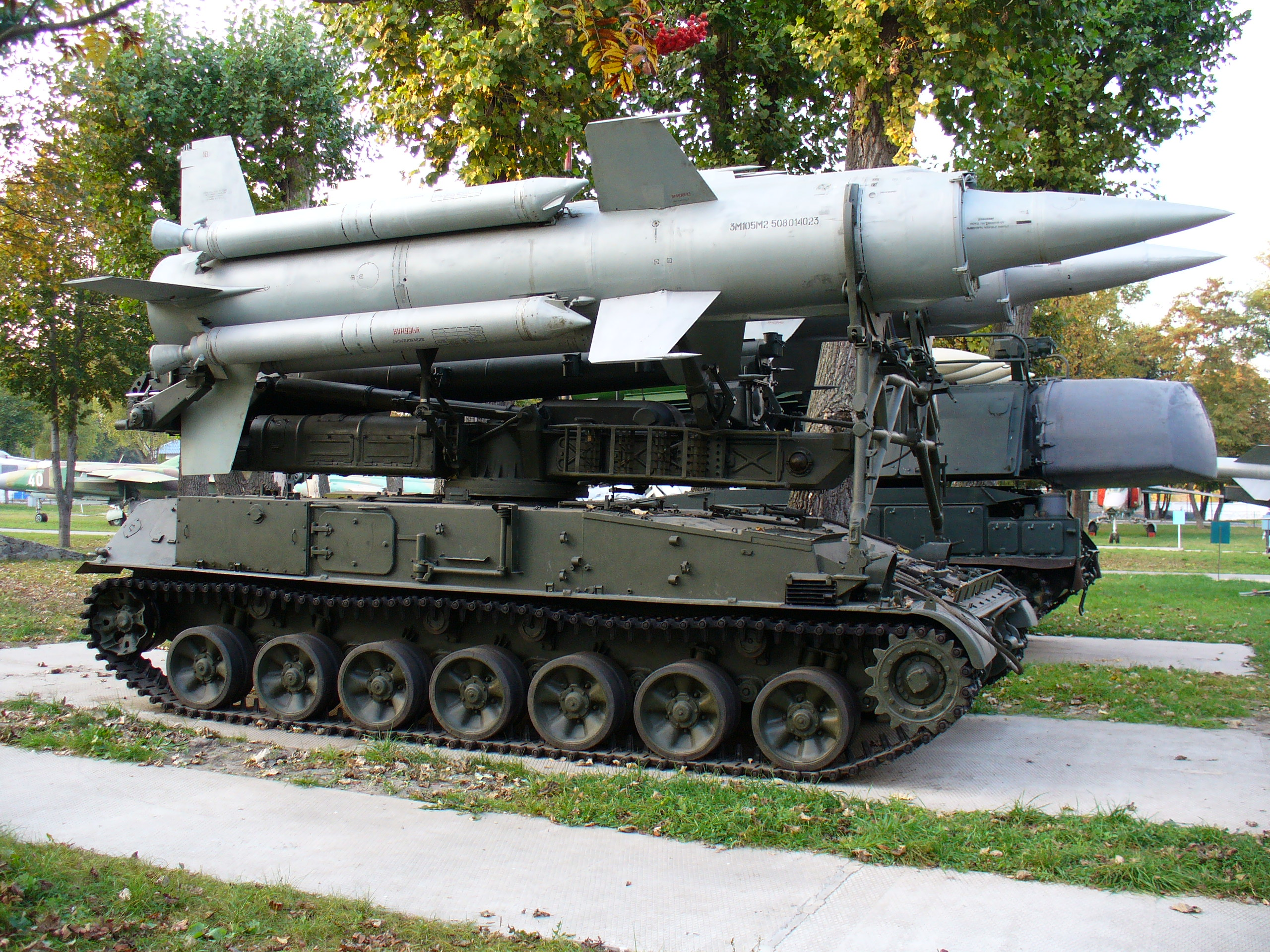
Um antigo 2K11 Krug ucraniano, armado com pesados mísseis 9M8.

O 2K11 Krug (em russo:  2К11 "Круг"; em português:  círculo) é um sistema de defesa anti-aérea de médio alcance de mísseis terra-ar desenvolvido pela União Soviética. Ele recebeu a designação da OTAN como SA-4 Ganef. Durante sua vida útil foi pouco utilizado, vendo alguma ação durante a invasão soviética do Afeganistão durante a década de 1980.